# Gerhard Niederhammer
Gerhard Niederhammer (* 20. Juli 1940 in Eisenerz) ist ein ehemaliger österreichischer Skisportler.

## Werdegang
Niederhammer begann seine sportliche Karriere nach dem Zweiten Weltkrieg als alpiner Skirennläufer. Zu Beginn der 1950er Jahre begann er mit dem Skispringen. 1958 wurde er, ohne dass er zuvor größere Erfolge erreicht hatte, durch Willi Egger zum Kongsberg Cup in Gstaad eingeladen. Dort überraschte Niederhammer die Konkurrenz und wurde Dritter. Beim folgenden Montgomery Cup wurde er Vierter und erhielt daraufhin einen Platz im österreichischen Nationalkader. 1959 wurde er Österreichischer Jugendmeister. Wenig später konnte Niederhammer beim Kongsberg Cup in Bischofshofen den zweiten Platz erreichen.
Mit der Vierschanzentournee 1960/61 gelang Niederhammer der Durchbruch in der Nationalmannschaft. Seine beste Platzierung dabei war der 29. Platz auf der Paul-Außerleitner-Schanze in Bischofshofen. In der Gesamtwertung erreichte er Rang 40. Eine deutliche Leistungssteigerung gelang ihm ein Jahr später bei der Vierschanzentournee 1961/62. So sprang Niederhammer von der Bergiselschanze in Innsbruck auf den 16. Platz, was sein bestes Einzelergebnis im Rahmen aller Tourneeteilnahmen war. In der Gesamtwertung stand er nach Abschluss der Tournee auf dem 20. Platz. Auf Grund dieses Erfolges erhielt er einen Startplatz bei der Nordischen Skiweltmeisterschaft 1962 in Zakopane. Dort ging Niederhammer jedoch nur von der Normalschanze an den Start und landete nach Sprüngen auf 55 und 58,5 Metern auf dem 57. Platz.
Nach diesen Erfolgen war es Niederhammer auf Grund seines Berufs als Mitarbeiter in einem Bergwerk in den folgenden Jahren nur schwer möglich, ähnlich gute Leistungen zu erzielen. Nach Rang 38 in der Gesamtwertung der Vierschanzentournee 1962/63 und Rang 84 bei der Vierschanzentournee 1963/64 gehörte er bei den Olympischen Winterspielen 1964 in Innsbruck nur als Ersatzmann zur Olympiamannschaft. Dort bekam er jedoch keinen Einsatz. Lediglich als Vorspringer wurde Niederhammer eingesetzt. Nach den Spielen beendete Niederhammer seine aktive Skisprungkarriere im Alter von nur 23 Jahren.
Nach dem Ende seiner Karriere gab Niederhammer seinen Beruf auf und wurde Trainer im nordischen Ausbildungszentrum in Eisenerz. Über zehn Jahre betreute er die Österreichischen C-Junioren.
2000 bekam er von der Steiermärkischen Landesregierung das Ehrenzeichen des Landes Steiermark in Gold verliehen.
Niederhammer spielte neben seiner Wintersportlaufbahn Fußball beim WSV Eisenerz in der Regionalliga Mitte.

## Erfolge

### Vierschanzentournee-Platzierungen
| Saison  | Platz | Punkte |
| ------- | ----- | ------ |
| 1960/61 | 40.   | 737,0  |
| 1961/62 | 20.   | 797,5  |
| 1962/63 | 38.   | 634,7  |
| 1963/64 | 84.   | 341,1  |

## Privates
Niederhammer hatte mit seiner Frau Hertha zwei Kinder, einen Sohn Johannes und eine Tochter Barbara.